# Малу-Виртоп
Малу-Виртоп (рум. Malu Vârtop) — село у повіті Вилча в Румунії. Входить до складу комуни Бужорень.
Село розташоване на відстані 160 км на північний захід від Бухареста, 8 км на північ від Римніку-Вилчі, 104 км на північний схід від Крайови, 110 км на південний захід від Брашова.

## Населення
За даними перепису населення 2002 року у селі проживали 485 осіб.
Національний склад населення села:
| Національність | Кількість осіб | Відсоток |
| -------------- | -------------- | -------- |
| румуни         | 480            | 99,0%    |
| цигани         | 5              | 1,0%     |

Рідною мовою назвали:
| Мова      | Кількість осіб | Відсоток |
| --------- | -------------- | -------- |
| румунська | 480            | 99,0%    |
| циганська | 5              | 1,0%     |